# Исай, Григорий Гаврилович
Григорий Гаврилович Исай (28 февраля 1920, Васильков Киевской губернии — 22 мая 1989, Москва) — советский подводник, вице-адмирал (1964).

## Биография

### Образование
- 1937 год — 1 курс Киевского индустриального института,
- 1941 год — Высшее военно-морское училище имени Фрунзе,
- 1953 год — Военно-морская академия имени Ворошилова,
- 1960 год — Военная академия Генерального штаба ВС СССР.

### Воинская служба
С 1941 — командир рулевой группы ПЛ Л-12 1-го отдельного дивизиона ПЛ,
С 1942 — ПЛ Л-15 3-го отдельного дивизиона ПЛ Тихоокеанского флота. За участие в межтеатровом переходе на ПЛ Л-15 и последующее участие в боевом походе с активной минной постановкой у берегов противника был награждён орденом Красного Знамени.
С 1943 — в составе Северного флота. С июля 1949 — помощник командира ПЛ Л-15 Северного флота, С 1946 — помощник командира ПЛ Н-30, Н-29. В декабре 1947—1950 — командир ПЛ Н-30 1-й бригады ПЛ Балтийского флота. С 1953 — начальник штаба 158-й бригады подводных лодок. С января 1955 — начальник штаба 135-й бригады 27-й дивизии ПЛ.
С 1955 — начальник штаба отряда особого назначения.
С 1956 — командир 157-й отдельной бригады ПЛ Балтийского флота.
С 1960 — начальник оперативного управления штаба Тихоокеанского флота.
С 1965 — командир Совгаванской военно-морской базы Тихоокеанского флота, Таллинской ВМБ Балтийского флота.
С 29 мая 1969 — начальник штаба флота — 1-й заместитель командующего Северного флота.
С 5 февраля 1971 — начальник кафедры оперативного искусства ВМФ Военной академии Генерального штаба ВС СССР.
С 15 ноября 1983 — уволен в запас.
Скончался 22 мая 1989 года на 70-м году жизни. Похоронен на Кунцевском кладбище.

## Награды
- орден Красного Знамени,
- орден Красной Звезды,
- орден Отечественной войны I степени,
- орден «За службу Родине в ВС СССР» III степени,
- 13 медалей